# Nicole Janse van Rensburg
Nicole Janse van Rensburg est une athlète sud-africaine née en 2001, connue pour ses contributions dans les domaines de la psychologie et du sport. Elle est aussi une psychologue clinicienne.

## Carrière
Nicole Janse Van Rensburg est une athlète spécialisée dans le saut à la perche, née en 2001. Elle remporte des médailles lors des Championnats d'Afrique, y compris une médaille de bronze.
En avril 2024, elle réalise un record personnel de 4,26 mètres, ce qui fait d'elle l'une des meilleures compétitrices dans sa discipline.
Elle est médaillée d'or aux Championnats Intérieurs et Extérieurs de la Conférence USA, se classant parmi les meilleures athlètes de son université, le Florida International University (FIU), où elle est classée deuxième dans l'histoire pour le saut à la perche.